# Спасоје Мичић
Спасоје Мичић (Травник, 27. мај 1921 — Београд, 2. април 1985) био је учесник Народноослободилачке борбе, генерал-мајор ЈНА и народни херој Југославије.

## Биографија
Родио се у Травнику, 27. маја 1921. године. Основну школу је завршио у Травнику, а Занатску школу у Сарајеву 1941. године и запослио се као железничар у радионици у Сарајеву. Након капитулације у Априлском рату, једно време је радио као бравар у Сарајеву, а затим је у Краљеву радио у железничкој радионици. Средином септембра је ступио у Краљевачки НОП одред. Четници су га заробили, али је успео да побегне.
Прешао је у Романијски партизански одред крајем године, а 13. марта 1942. године ушао је у састав ударне чете НОП одреда „Звијезда”. Од најбољих бораца ова два одреда формиран је 1. источно−босански ударни батаљон. Од 15. маја 1942. године био је десетар, а у јуну 1942. године примљен је у чланство Комунистичке партије Југославије (КПЈ). Петнаестог јула је постављен за политичког комесара 1. батаљона 6. пролетерске бригаде. Истакао се у нападу четничких снага на 1. батаљон на Брежићима и у борби против усташа на Коњуху. Истакао се и у неколико борби против Немаца, нарочито у борби на друму Хан Пијесак–Власеница. Касније ће бити постављен за заменика команданта 2. батаљона 20. романијске бригаде, а у септембру 1944. године заменик команданта у бирчанској НОУ бригади. Касније ће постати командант 16. бригаде 27. НОУ дивизије. За време рата је рањаван 5 пута.
После рата је вршио одговорне дужности у Југословенској народној армији (ЈНА). Завршио је Вишу војну академију 1953. године и Ратну школу ЈНА 1963. године. Преведен је у чин генерал−мајора 1968. године и исте године демобилисан.
Преминуо је у Београду, 2. априла 1985. године и сахрањен је у Алеји народних хероја на Новом гробљу.
Носилац је Партизанске споменице 1941. и других југословенских одликовања. Указом председника ФНР Југославије Јосипа Броза Тита, 27. новембра 1953. године, одликован је Орденом народног хероја.